# Широкоплавниковая пецилия
Широкоплавниковая пецилия (лат. Poecilia latipinna) — вид живородящих лучепёрых рыб семейства пецилиевых. Содержат в аквариумах из-за яркой окраски.

## Описание
Рыба серого цвета, (самцы могут быть зеленовато-голубыми) с рядами пятен, почти сливающимися в линии. Спинной плавник увеличен у самцов, что и дало название виду, но другие плавники у них короткие, как и хвостовой. Форма рыла позволяет заглатывать им воздух с поверхности, благодаря этому они могут процветать в воде любого качества. Обладают продолговатым телом. Голова небольшая, уплощённая сверху, с небольшим ртом. Аквариумисты разработали цветовые вариации, известны меланистические и крапчатые особи. Обладают множеством мелких зубов, наружный ряд которых самый большой. Естественная продолжительность жизни у них короткая, как и у других видов моллинезий. В зависимости от окружающих условий могут производить потомство в возрасте меньше года. В годовалом возрасте самцы имеют размер 1,5-5,1 см, в то время как самки 1,9-5,3 см. Размеры взрослых самцов зависят от численности популяции рыб. Чем больше популяция, тем меньше размер самцов. Максимальный зарегистрированный размер составляет 15 см. 25-29 чешуек боковой линии; 7-9 анальных лучей; 11-13 грудных лучей; 6-7 тазовых лучей. Крупные размножающиеся самцы с красновато-оранжевой краевой полосой на увеличенном спинном плавнике и красновато-оранжевым пятном в центре верхней половины хвостового плавника. Хвостовой плавник имеет темную краевую полосу, особенно заметную по верхнему и нижнему краям (полоса часто слабая). Верхняя часть хвостового плавника имеет несколько рядов темных пятен. Спинной плавник имеет многочисленные темные полосы, образующие у основания ровный сетчатый рисунок, который становится более изломанным к дистальному концу. Бока с радужными сине-зелеными пятнами между горизонтальными рядами темно-коричневых пятен. Бока головы и область груди с золотым блеском. Самки также имеют 3-4 ряда пятен на спинном плавнике. Хвостовой плавник с темным оттенком, без более отчетливой краевой полосы. Как и у самца, грудные, анальный и брюшной плавники четкие, с небольшими меланофорами вдоль лучей плавников. Самки бледнее самцов.

## Паразиты
На рыбе паразитирует трематода Saccocoelioides sogandaresi а также инфузория Ichthyophthirius multifiliis, которая вызывает ихтиофтириоз.

## Ареал
Обитает в озёрах и реках. Живёт в стоках в Атлантический океан, Кейп-Фир, Северной Каролине, до Веракруза, Мексика. Найден во Флориде, Луизиане, и Техасе.

### Как интродуцированный вид
Их также завезли в Новую Зеландию, запад США и Гавайи. Широкоплавниковые пецилии, которых завезли в Калифорнию, привели к сокращению популяции пустынных карпозубиков. Рыбы, завезённые в Ирак, вредят эндемикам Тигра и Евфрата.

## Содержание
Живут 3-5 лет. Самцы живут меньше самок. Аквариум сверху должен быть закрыт крышкой. Размер аквариума — 80 см, 70-100 л. На одну моллинезию требуется 10-12 л воды. Жёсткость воды должна быть 15-25°, водородный показатель — 7,5-8,5. Еженедельная замена 20-30 %. В воду можно добавить соль (морскую или поваренную) — 1-5 г на один литр воды. В субстрате находится средний гравий, толщиной 1-1,5 см. Освещение должно быть естественным. Температура — 20-24°. Для растений используется яванский мох, валлиснерия, анубиасы и стрелолист. В качестве оформления можно использовать растения, коряги, камни, гроты. Должно быть достаточное место для плаванья рыбы. Для питания надо использовать растительные корма (спирулина, шпинат, водоросли) и животные корма (дафния, мотыль). Это стайная рыбка, поэтому необходимо содержать 6-8 особей с преобладанием самок. Можно содержать с любой мирной рыбой (гуппи, меченосцы, тетры, данио, гурами, радужницами, расборами, плекостомусами, и разными видами сомиков). Нельзя содержать с теми, у кого слишком большие плавники. Если температура в аквариуме будет низкой, то широкоплавниковая моллинезия прижимает плавники к телу и начинает вибрировать на месте, либо опускается на дно.

### Разведение
Самку отсаживают от общего аквариума за несколько недель до предполагаемых родов. Беременность же длится 4-5 недель. Рожает 50-150 мальков. Мальки плавают сразу после рождения. При хорошем кормлении мальки растут достаточно быстро. Кормить мальков следует циклопом, артемиями, и варённым яйцом. После родов самку можно пересадить в общий аквариум. Самец также может оплодотворить самку амазонской моллинезии.

### История содержания и разведения
Впервые были завезены в Европу в 1913 году. Селекционеры вывели оранжевых, красных, чёрных и крапчатых рыб.

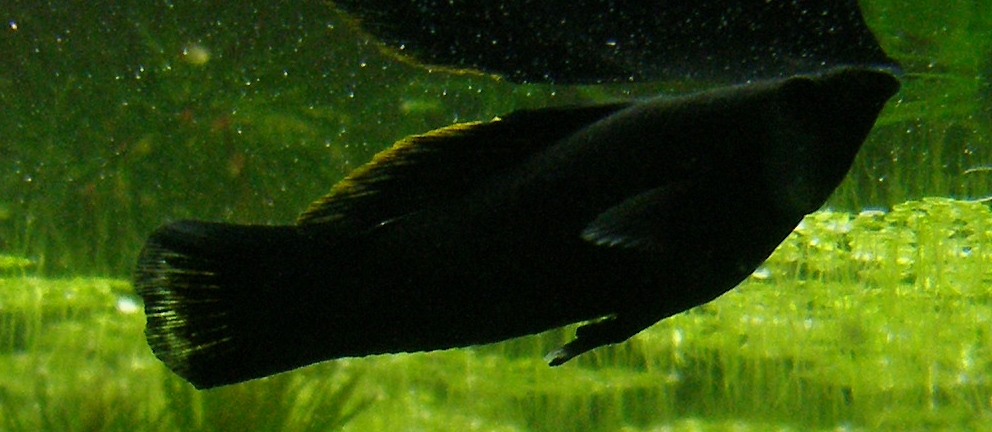
Самец чёрного цвета